# سولنچنویه (استان آمور)
سولنچنویه (به لاتین: Solnechnoye) یک منطقهٔ مسکونی در روسیه است که در استان آمور واقع شده‌است.